# Satan's School for Girls
Satan's School for Girls (2000) es una película de terror dramática filmada para televisión. Es protagonizada por Shannen Doherty, Julie Benz, Daniel Cosgrove, y Kate Jackson. Es un remake de la película de 1973 de la ABC Movie of the Week del mismo nombre. La decana está interpretada por Kate Jackson, quien interpetó a una estudiante en la versión original.

## Argumento
Una mujer, Beth Hammersmith (Shannon Doherty), asiste a la Universidad Fallbridge para Chicas bajo el nombre de Karen Oxford, para descubrir por qué su hermana, quien fue a la universidad, se suicidó. Una vez que está matriculada, pronto descubre un culto satánico de brujas, quienes se hacen llamar "Las Cinco", quienes quieren que Beth se una al mismo. 

## Producción
La película fue dirigida por Christopher Leitch y es un remake de la película de 1973 del mismo nombre. La película fue también filmada en la ciudad de Montreal, Quebec y la Universidad de John Abbott fue utilizada para el campus de la película.

## Estreno
La película se estrenó el 13 de marzo de 2000 en ABC.